# Електрошок (фільм, 1989)
Електрошок (англ. Shocker) — американський фільм жахів режисера Веса Крейвена.

## Сюжет
Серійний вбивця засуджений до страти на електричному стільці. Однак він примудряється використовувати електричний струм, щоб «воскреснути» з мертвих. Причому він може виступати як в своєму обличчі, так і в образі своїх жертв. І тепер він жадає помститися футболістові, який видав маніяка-вбивцю поліції.

## У ролях
- Майкл Мерфі — лейтенант Дон Паркер
- Пітер Берг — Джонатан Паркер
- Мітч Пілледжи — Горацій Пінкер
- Сем Скарбер — Купер
- Камілль Купер — Елісон
- Тед Реймі — Пек Ман
- Кіт Ентоні-Любов-Белламі — футболіст
- Гезер Ленгенкемп — жертва
- Вірджинія Морріс — Діана
- Джон Теш — диктор
- Джессіка Кревен — офіціантка
- Емілі Семюел — Саллі
- Річард Брукс — Ріно
- Пітер Тільден — репортер
- Бінгем Рей — бармен
- Сью Енн Гарріс — офіціантка
- Юджин Чадбурн — людина в барі
- Джек Хор — сержант
- Тімоті Лірі — телепроповідник